# NBA最成長選手賞
NBA最成長選手賞 (MIP: NBA Most Improved Player Award) は、NBAにおいて、前年度と今年度の成績を比較して、最も成長した選手に贈られる賞。アメリカ合衆国とカナダのスポーツ記者及び放送関係者らの投票によって選出される。1人につき3選手に投票することができ、1位票（5ポイント）、2位票（3ポイント）、3位票（1ポイント）がそれぞれ加算され、最も得票を稼いだ選手の受賞となる。
1985-86シーズンに制定された。初代受賞者はアルヴィン・ロバートソン。「成長した選手に贈られる」という賞の特質から、複数回受賞した選手は存在しない。
受賞者のうち、殿堂入りしたのはトレイシー・マグレディ（2001年受賞）のみである。

## 歴代受賞者

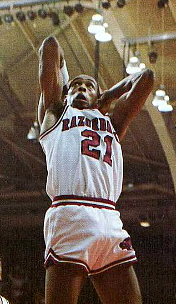
アルヴィン・ロバートソン (1985-86)

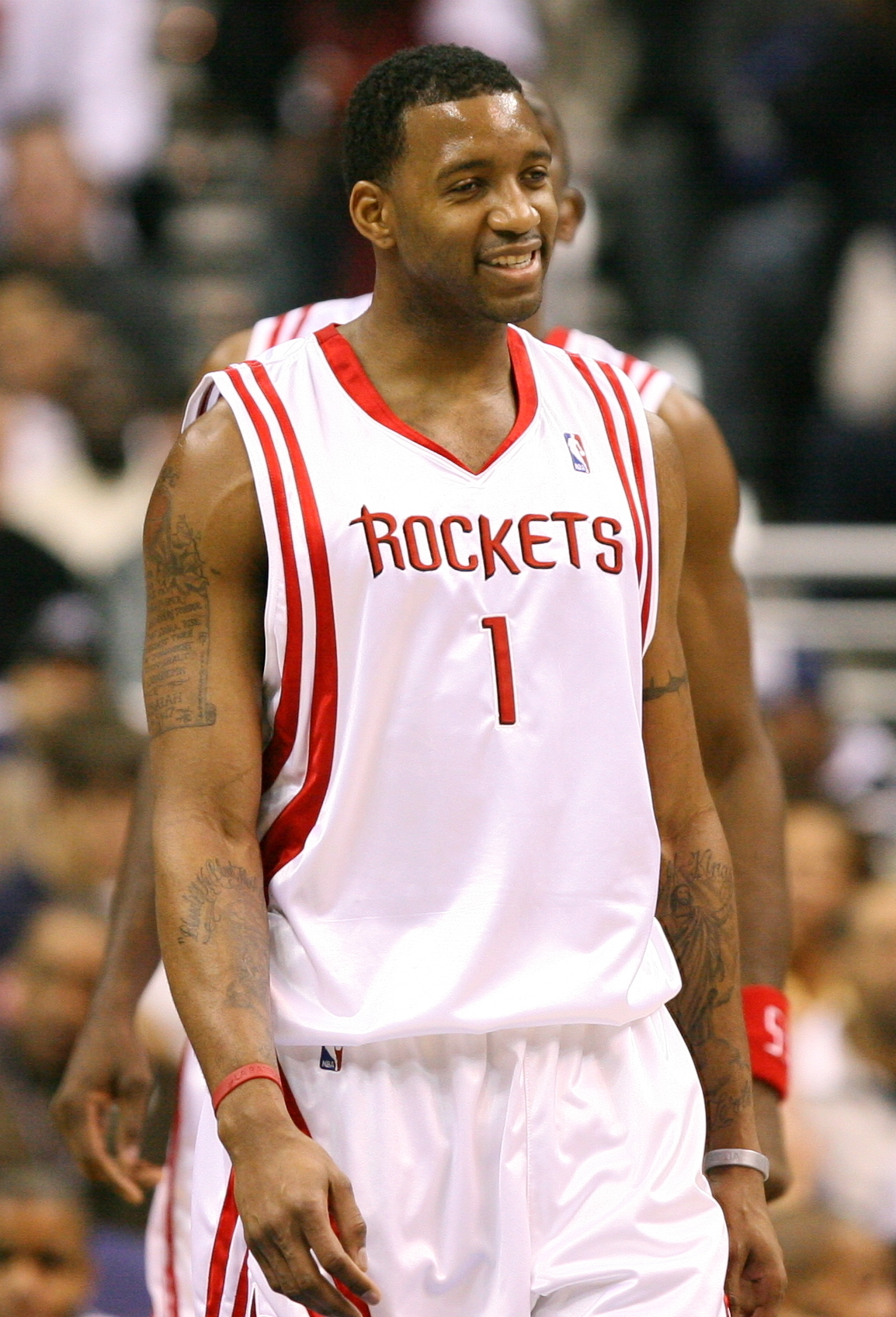
トレイシー・マグレディ (2000-01)

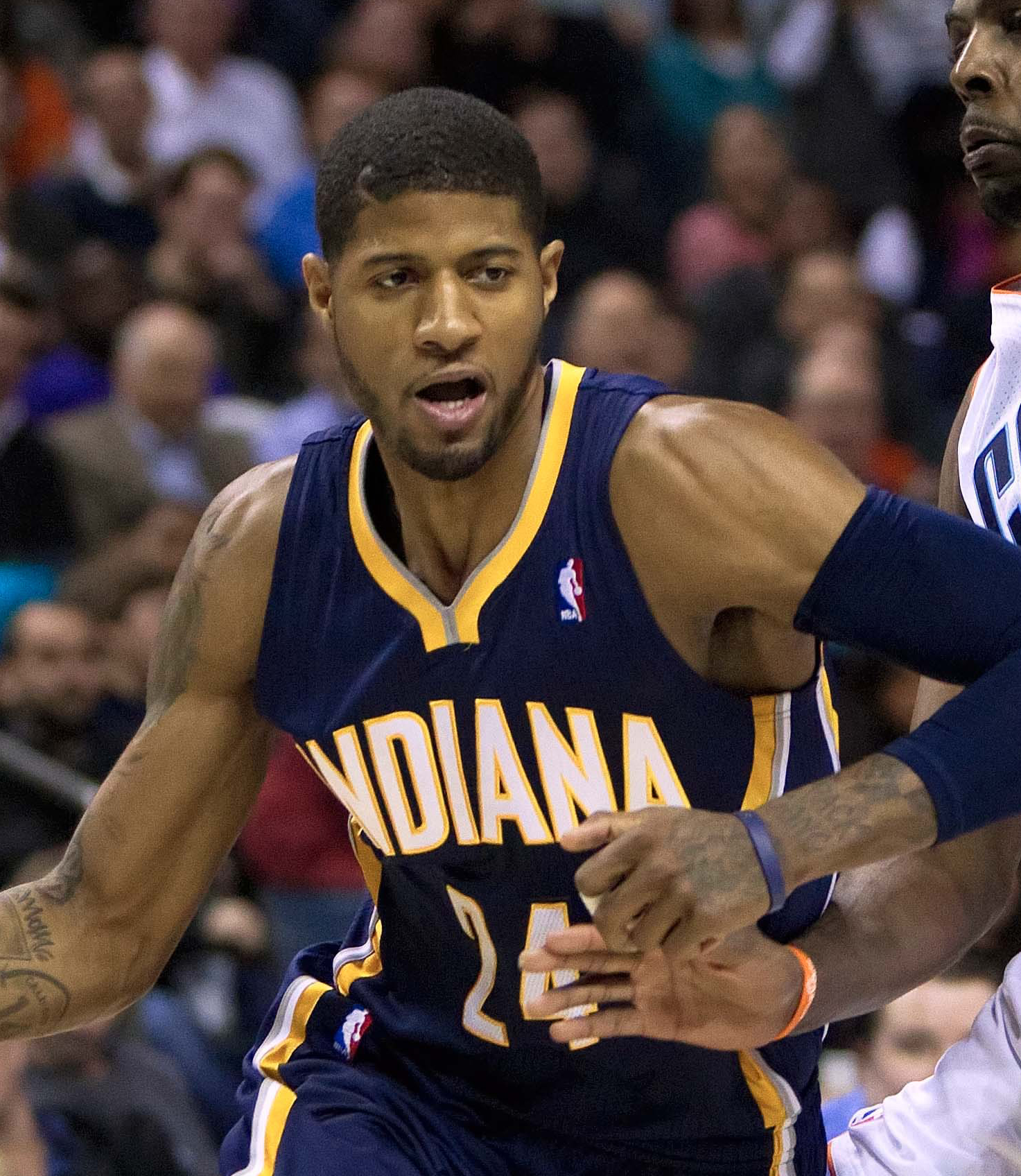
ポール・ジョージ (2012-13)

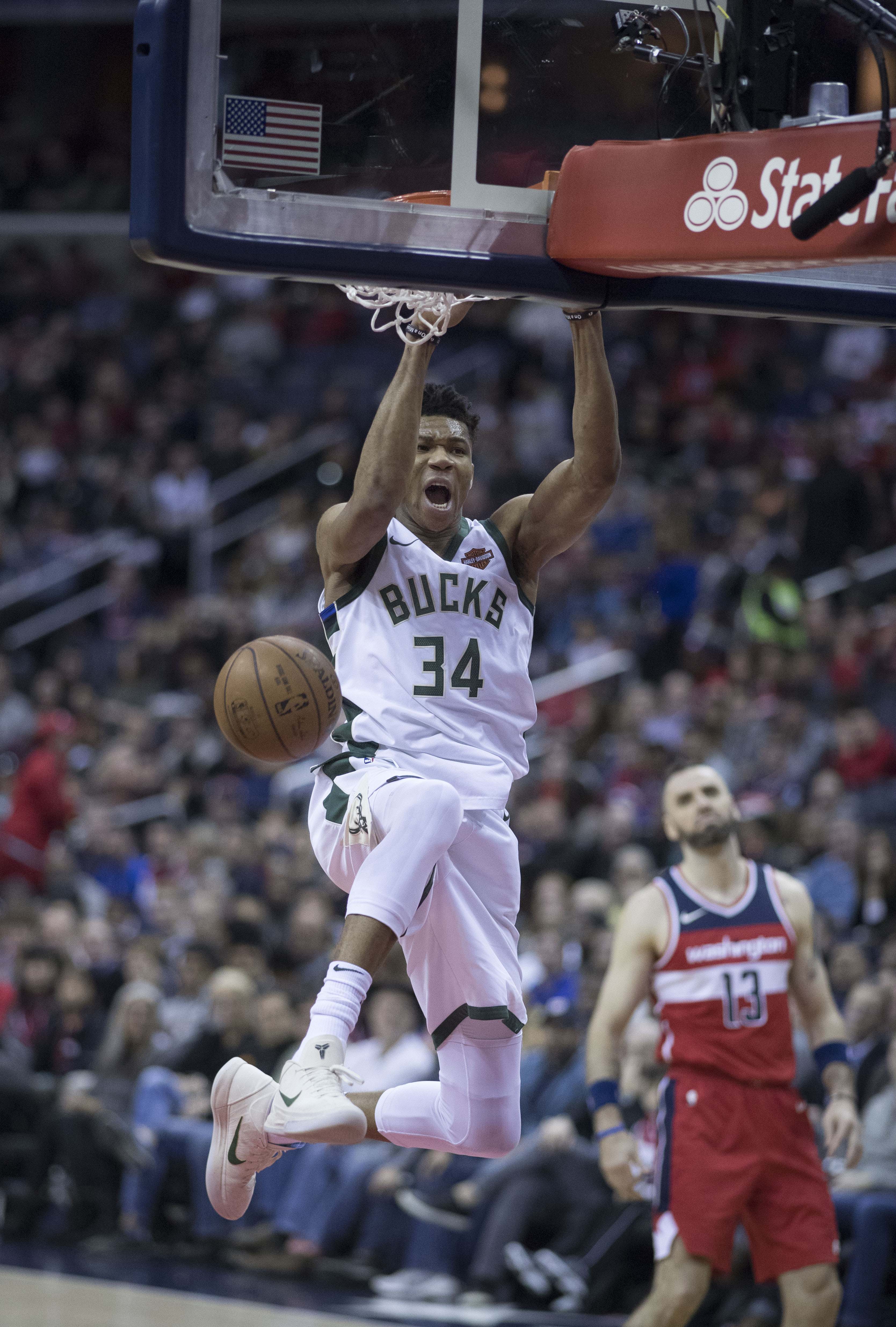
ヤニス・アデトクンボ (2016-17)

| * | 殿堂入り |
| ^ | 現役選手 |

| Season  | Player                   | Pos. | Team                                   |
| ------- | ------------------------ | ---- | -------------------------------------- |
| 1985–86 | アルヴィン・ロバートソン | G    | サンアントニオ・スパーズ               |
| 1986–87 | デール・エリス           | G/F  | シアトル・スーパーソニックス           |
| 1987–88 | ケビン・ダックワース     | C    | ポートランド・トレイルブレイザーズ     |
| 1988–89 | ケビン・ジョンソン       | G    | フェニックス・サンズ                   |
| 1989–90 | ロニー・サイカリー       | C    | マイアミ・ヒート                       |
| 1990–91 | スコット・スカイルズ     | G    | オーランド・マジック                   |
| 1991–92 | パービス・エリソン       | C/F  | ワシントン・ブレッツ                   |
| 1992–93 | クリス・ジャクソン       | G    | デンバー・ナゲッツ                     |
| 1993–94 | ドン・マクリーン         | F    | ワシントン・ブレッツ                   |
| 1994–95 | デイナ・バロス           | G    | フィラデルフィア・76ers                |
| 1995–96 | ゲオルゲ・ムレシャン     | C    | ワシントン・ブレッツ                   |
| 1996–97 | アイザック・オースティン | C    | マイアミ・ヒート                       |
| 1997–98 | アラン・ヘンダーソン     | F    | アトランタ・ホークス                   |
| 1998–99 | ダレル・アームストロング | G    | オーランド・マジック                   |
| 1999–00 | ジェイレン・ローズ       | G/F  | インディアナ・ペイサーズ               |
| 2000–01 | トレイシー・マグレディ*  | G/F  | オーランド・マジック                   |
| 2001–02 | ジャーメイン・オニール   | F/C  | インディアナ・ペイサーズ               |
| 2002–03 | ギルバート・アリーナス   | G    | ゴールデンステート・ウォリアーズ       |
| 2003–04 | ザック・ランドルフ       | F    | ポートランド・トレイルブレイザーズ     |
| 2004–05 | ボビー・シモンズ         | G/F  | ロサンゼルス・クリッパーズ             |
| 2005–06 | ボリス・ディアウ         | F    | フェニックス・サンズ                   |
| 2006–07 | モンタ・エリス           | G    | ゴールデンステート・ウォリアーズ       |
| 2007–08 | ヒド・ターコルー         | F    | オーランド・マジック                   |
| 2008–09 | ダニー・グレンジャー     | F    | インディアナ・ペイサーズ               |
| 2009–10 | アーロン・ブルックス     | G    | ヒューストン・ロケッツ                 |
| 2010–11 | ケビン・ラブ^            | F/C  | ミネソタ・ティンバーウルブズ           |
| 2011–12 | ライアン・アンダーソン   | F    | オーランド・マジック                   |
| 2012–13 | ポール・ジョージ^        | F    | インディアナ・ペイサーズ               |
| 2013–14 | ゴラン・ドラギッチ^      | G    | フェニックス・サンズ                   |
| 2014–15 | ジミー・バトラー^        | G/F  | シカゴ・ブルズ                         |
| 2015–16 | C・J・マッカラム^        | G    | ポートランド・トレイルブレイザーズ     |
| 2016–17 | ヤニス・アデトクンボ^    | F    | ミルウォーキー・バックス               |
| 2017–18 | ビクター・オラディポ^    | G    | インディアナ・ペイサーズ               |
| 2018–19 | パスカル・シアカム^      | F    | トロント・ラプターズ                   |
| 2019–20 | ブランドン・イングラム^  | F    | ニューオーリンズ・ペリカンズ           |
| 2020–21 | ジュリアス・ランドル^    | F    | ニューヨーク・ニックス                 |
| 2021–22 | ジャ・モラント^          | G    | メンフィス・グリズリーズ               |
| 2022–23 | ラウリ・マルカネン^      | F    | ユタ・ジャズ                           |
| 2023–24 | タイリース・マクシー     | G    | フィラデルフィア・セブンティシクサーズ |
| 2024–25 | ダイソン・ダニエルズ     | G    | アトランタ・ホークス                   |